# مارک آرنولد
مارک آرنولد (انگلیسی: Marc Arnold؛ زادهٔ ۱۹ سپتامبر ۱۹۷۰) بازیکن فوتبال اهل آلمان است.
از باشگاه‌هایی که در آن بازی کرده‌است می‌توان به باشگاه فوتبال فرایبورگر، باشگاه فوتبال بروسیا دورتموند، باشگاه فوتبال کارلسروهه، باشگاه فوتبال روت وایس اهلن، باشگاه فوتبال هرتابرلین، و باشگاه فوتبال آینتراخت برانشوایگ اشاره کرد.